# Mittermeier
Mittermeier ist ein Familienname.

## Herkunft und Bedeutung
Der Name ist eine Variante von Meier.

## Namensträger
- Alfred Mittermeier (* 1964), deutscher Kabarettist und Satiriker
- Christian Mittermeier (* 1965), deutscher Koch
- Cristina Mittermeier (Cristina Goettsch; * 1966), mexikanisch-amerikanische Umwelt-Fotografin und Gründerin der ILCP
- Gudrun Mittermeier (* 1969), deutsche Sängerin, siehe Somersault (Sängerin)
- Hänslin Mittermeier († 1529), täuferischer Sendbote und Märtyrer
- Jakob Mittermeier (* 1939), deutscher Politiker (CSU), MdL
- Katharina Mittermeier (* 1977), deutsche Schauspielerin und Texterin
- Konrad Mittermeier (* 1961), deutscher Boxer und Boxtrainer
- Marcus Mittermeier (* 1969), deutscher Schauspieler und Regisseur
- Matthäus Mittermeier (1864–1939), deutscher Gutsbesitzer, Brauereibesitzer, Bürgermeister und Mitglied des Deutschen Reichstags
- Michael Mittermeier (* 1966), deutscher Komiker
- Russell Mittermeier (* 1949), US-amerikanischer Zoologe und Anthropologe
- Werner Mittermeier (* 1939), deutscher Fotograf und Autor